# Corte ellenistica
Corte ellenistica è un affresco rinvenuto nella villa di Publio Fannio Sinistore nell'agro pompeiano e custodito all'interno del Museo archeologico nazionale di Napoli.

## Storia
L'affresco venne realizzato intorno al 60 a.C. e ornava la parete ovest del triclinio della villa di Publio Fannio Sinistore. Fu ritrovato tra il 1894 e il 1895 durante gli scavi archeologici che interessarono l'abitazione, staccato dalla sua collocazione originale insieme al resto delle pitture che decoravano la stanza e conservato momentaneamente alla stazione di Boscoreale, per poi essere trasferito al Museo archeologico di Napoli.

## Descrizione

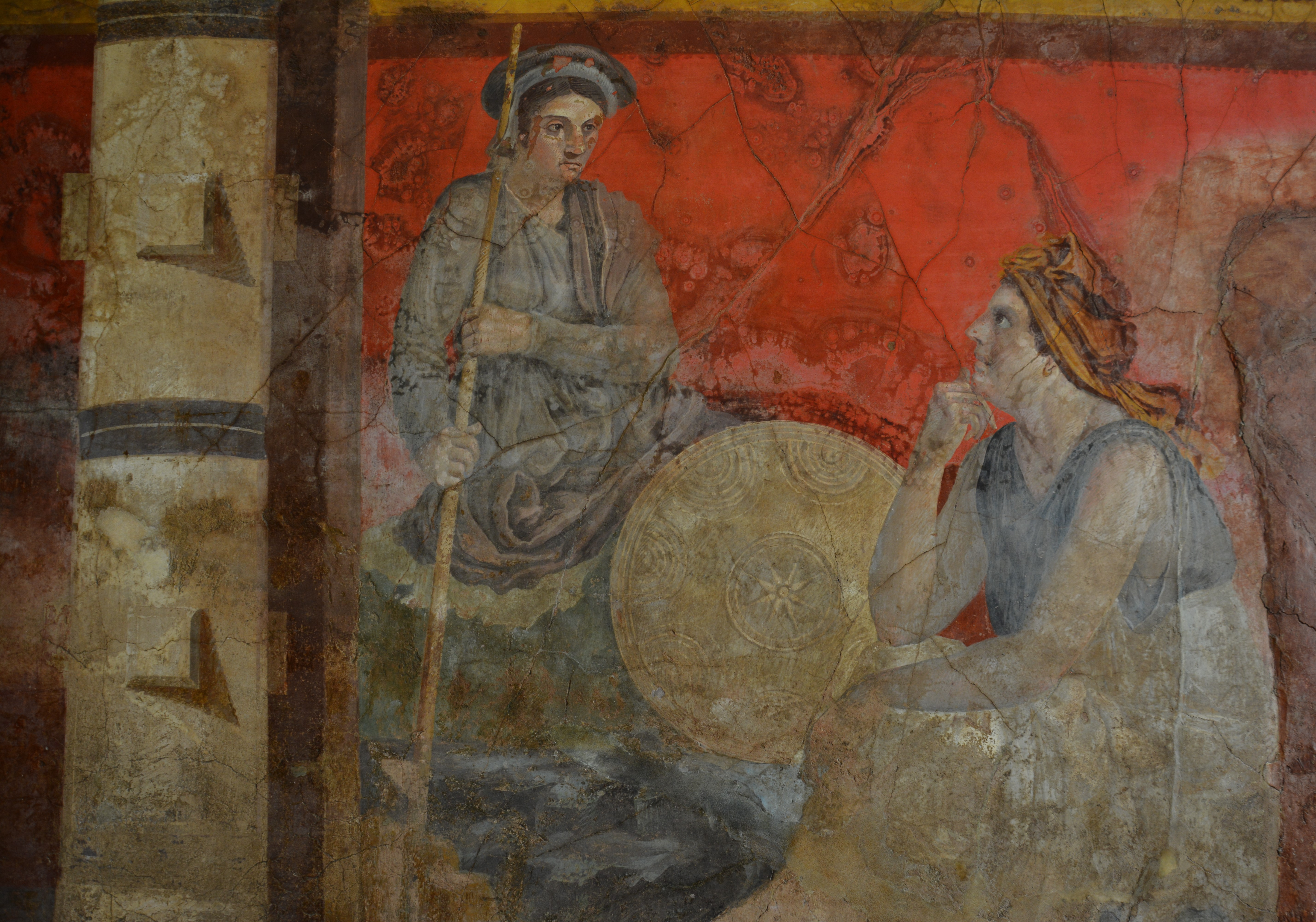
Particolare dell'affresco

L'affresco è una megalografia. All'estremità sinistra è un vecchio, identificato come Menedemo di Eretria o Arato di Soli, o comunque un filosofo della scuola epicurea o un pedagogo, grazie all'anello che calza al dito su cui è incisa la lettera E; è raffigurato in atteggiamento di riposo dopo una lunga camminata, reggendo con la mano destra un lungo bastone nodoso, su cui si poggia con il gomito sinistro: è di profilo, vestito con himation e piede sinistro alzato, mettendo in mostra il sandalo.
Sulla destra invece sono due figure impegnate in una conservazione sedute su delle rocce. Quella a sinistra è posta di tre quarti e viene identificata come la Macedonia oppure un principe armato come Antigono II Gonata, Pirro, Antigono III Dosone o Demetrio I Poliorcete: in testa ha una causia da cui fuoriescono dei capelli neri, una tunica e un mantello viola e regge tra le mani una lancia, mentre al lato sinistra è uno scudo, decorato lungo il bordo con semicerchi e al centro un bottone in rilievo da cui si diparte una sorta di stella a otto punte. La figura a destra, posta di profilo, con lo sguardo rivolto all'altro personaggio, è una donna, identificata come la Persia o la regina Fila: reca sulla testa una mitria da cui si intravedono dei capelli marroni, ha orecchini d'oro, il braccio sinistro, sul quale è indossata un'armilla, poggiato sul ginocchio sinistro e gomito desto poggiato sul ginocchio destro, in modo tale che con la mano possa sostenere il viso; è vestita con tunica verde chiaro e veste e manto, quest'ultimo raccolto sulle ginocchia, di colore bianco.
Lo sfondo di tutta la scena è di colore rosso, mentre nella parte alta corre un fregio in ordine dorico con metope decorate con corolle.